# Francesco Catanzariti
Francesco Catanzariti (Platì, 10 gennaio 1933 – Reggio Calabria, 7 agosto 2024) è stato un sindacalista e politico italiano.

## Biografia
Francesco Catanzariti nacque a Platì il 10 gennaio 1933.
Si iscrisse al PCI nel 1948 ed entrò nelle file del movimento sindacale dapprima come corrispondente del Patronato INCA, quindi segretario della Camera del Lavoro di Platì.
Fu incaricato di dirigere nel 1952 il più forte e combattivo sindacato di categoria della provincia reggina, la Federbraccianti. Quindi, dal 1958 al gennaio 1967, fu segretario responsabile della Camera Confederale del Lavoro di Reggio Calabria. Al 1º Congresso Regionale, tenutosi a Crotone nel febbraio del 1967, fu eletto Segretario Regionale della CGIL calabrese, carica ricoperta fino al maggio del 1972. Membro del Consiglio Generale della CGIL nazionale, fu eletto al congresso di Bologna del 1965 e riconfermato in quello di Livorno del 1969.
Contestualmente all'attività sindacale, svolse attività politica nel PCI per il quale fu eletto consigliere comunale a Taurianova (RC) nel 1958, primo degli eletti comunisti, e sempre come primo degli eletti comunisti divenne consigliere comunale di Reggio Calabria nel 1964.
Fu poi sindaco di Platì dal 1960 al 1964 e dal 1972 al 1976.
Partecipò alle elezioni politiche del 1963, come candidato alla Camera dei Deputati, nella circoscrizione calabrese, ottenendo 15.681 voti di preferenza, senza essere eletto. Fu poi eletto deputato alle elezioni politiche del 7 giugno 1972 con 38.770 voti preferenza (primo degli eletti calabresi dopo il capolista on. Pietro Ingrao). Non partecipò alle elezioni politiche del 1976 da candidato, concludendo la campagna elettorale per il PCI in Piazza Duomo a Reggio Calabria.
Tornò quindi all'attività sindacale, essendo stato chiamato al Congresso di Rimini del 1977 presso l'ufficio di segreteria confederale.
Fu responsabile del Centro Studi Economici Sociali Legislativi, Presidente dell'ETLI (ente turistico lavoratori italiani) della CGIL calabrese e successivamente Presidente regionale dell'INPS.
Nel 1985 lasciò il PCI e decise, assieme al gruppo dei Quaderni Calabresi guidati dall'avv. Francesco Tassone, di partecipare alle elezioni regionali con il Movimento Meridionale Calabria.
Si iscrisse nel 1986 al Partito Radicale Nonviolento Transpartito Transnazionale di Marco Pannella, aderendo alla campagna "O lo scegli, o lo sciogli".
Aderì in seguito al PSI e, entrato in disaccordo con la decisione dello scioglimento del Partito, rimase socialista, riformista e meridionalista aderendo, dopo la diaspora, a diversi tentativi di ricostruire una forza socialista autonoma (Partito Socialista Riformista, lista dei sei garofani, Costituente Socialista infine SDI).
Fu inoltre giornalista pubblicista dal 1978 collaborando con diversi quotidiani, riviste e periodici. 
Visse fin dal 1958 a Reggio Calabria dove morì il 7 agosto 2024 all'età di 91 anni.